# Phoneyusa gregori
Phoneyusa gregori é uma espécie de aranha pertencente à família Theraphosidae (tarântulas).